# Robin Widdows
Robin Widdows, britanski dirkač in tekmovalec v bobu, *27. maj 1942, Cowley, Middlesex, Anglija, Združeno kraljestvo.
Robin Widdows je upokojeni britanski dirkač Formule 1.  V svoji karieri je nastopil le na domači dirki za Veliko nagrado Velike Britanije v sezoni 1968, ko je z dirkalnikom Cooper T86B odstopil zaradi napake na vžigu.

## Popolni rezultati Formule 1
(legenda) (odebeljene dirke pomenijo najboljši štartni položaj, poševne pa najhitrejši krog, †-uvrščen kljub odstopu)
| Leto | Moštvo             | Šasija      | Motor   | 1   | 2   | 3   | 4   | 5   | 6   | 7      | 8   | 9   | 10  | 11  | 12  | Prv | Toč |
| ---- | ------------------ | ----------- | ------- | --- | --- | --- | --- | --- | --- | ------ | --- | --- | --- | --- | --- | --- | --- |
| 1968 | Cooper Car Company | Cooper T86B | BRM V12 | JAR | ŠPA | MON | BEL | NIZ | FRA | VB Ret | NEM | ITA | KAN | ZDA | MEH | -   | 0   |